# Klein (Mondkrater)
Klein ist ein Einschlagkrater auf der Mondvorderseite östlich des Mare Nubium, der den südwestlichen Rand des größeren Kraters Albategnius überlagert.
Der Kraterrand ist erodiert, das Innere ist eben und weist einen Zentralberg auf.
| Buchstabe | Position          | Durchmesser | Link |
| --------- | ----------------- | ----------- | ---- |
| A         | 11,41° S, 2,94° O | 9 km        |      |
| B         | 12,53° S, 1,74° O | 6 km        |      |
| C         | 12,58° S, 2,52° O | 5 km        |      |

Der Krater wurde 1935 von der IAU nach dem deutschen Astronomen Hermann Joseph Klein offiziell benannt.